# Nelson Coates
Nelson Coates é um diretor de arte americano. Como reconhecimento, foi nomeado ao Critics' Choice Movie Awards de 2019 na categoria de Melhor Direção de Arte por Crazy Rich Asians.